# DJ JUNKO
DJ JUNKO（ディージェイ・ジュンコ、1980年 - ）は、日本の女性DJ。

## 来歴
1997年、2パックのヒット曲「CALIFORNIA LOVE」を聴いたことをきっかけにブラックミュージックに傾倒、同時にDJに興味をもち、ターンテーブルを手に入れ音楽を始めた。1998年にはイベント「DYNAMITE」の紅一点レギュラーDJとしてDJ TATSUTA、KREVAらと共にパフォーマンスを行った。
2003年3月にはクラブハーレム監修のミックスCD第3弾『HARLEM IN THE MIX』を手がけ、2004年3月には、「STREET」や「BLACK」の表現を試みたシリーズアルバム『STREET TO DA FULLEST』を発売。2005年からは、台湾でのパフォーマンスを行い海外進出を始めた。
2006年には、NEXT ENTERTAINMENTより企画ミックスCD『PARTY』を、Dj honda RECORDINGSよりSOUTH MIX vol.1として『SOUTH TO DA FULLEST』を発売した。
現在は、関東を中心に月に10本以上のDJプレイを行うほか、大阪でもレギュラーイベントを行っている。また、女性アーティストだけを集めたイベント「Diamond@CLUB HARLEM」においては、DJとオーガナイザーの二役で活動している。

## ディスコグラフィ

### アルバム
- 『STREET TO DA FULLEST Vol.1』
- 『STREET TO DA FULLEST Vol.2』
- 『DYNAMITE 8th anniversary』
- 『DYNAMITE 9th anniversary mix』
- 『DYNAMITE 10th anniversary mix DJ JUNKO』
- 『DYNAMITE 11th anniversary mix』
- 『-HARLEM- in the mix』
- 『QUEENBEE PRESENTS VINYLKITCHEN Vol.10』
- 『DIAMOND Vol.3 -HARLEM-』
- 『DIAMOND 2nd anniversary mix』
- 『SOUTH TO DA FULLEST Vol.1』
- 『PARTY』
- 『LOVE』

## DJ JUNKOレギュラースケジュール
- 毎月 第1土曜日 "DYNAMITE" 池袋BET
- 偶数月 第2土曜日 "BODY&SOUL" 大阪SAM&DAVEII
- 毎月 第4土曜日 "JUST BE" 新宿IZM
- 第5土曜日 "CHANGES" 渋谷BX-CAFE
- 奇数月 第1水曜日 "LUXURIOUS" 渋谷ROCK WEST
- 偶数月 第1水曜日 "AZ WEDNESDAY" 麻布WARE HOUSE
- 偶数月 第3土曜日 "BRING THE NOIZE" 大阪SAM&DAVEII
- 偶数月 第4土曜日 "CANDY" 渋谷ES
- DJ JUNKO オーガナイズイベント "DIAMOND" 渋谷HARLEM